# Daniel Mantilla
Daniel Andrés Mantilla Ossa (Bucaramanga, Santander; 25 de diciembre de 1996) es un futbolista colombiano. Juega como extremo en Llaneros Fútbol Club, Cedido por el Deportivo Cali de la Categoría Primera A. de la Colombia.

## Trayectoria

### Real Santander
Debutó con el Real Santander,  en el año 2014, con el equipo disputó 112 partidos y marcó 8 goles.

### Patriotas Boyacá
Para el año 2018 es fichado por Patriotas Fútbol Club como transferencia definitiva, con el equipo disputó 45 partidos, marcó 2 goles y sumó 6 asistencias.

### Itagüí Leones
En el segundo semestre del 2018 es cedido al club Itagüí Leones en el cual disputó 19 partidos, marcó un gol y sumó 2 asistencias. Al término de la cesión regresa al Patriotas Boyacá dónde se estuvo hasta 2020.

### La Equidad
Para el año 2021 es cedido al Club Deportivo La Equidad en donde disputó 25 partidos, marcó un gol y sumó 5 asistencias.

### Atlético Nacional
El 4 de enero de 2022 es anunciado como refuerzo del Atlético Nacional, tras ser cedido en préstamo por Patriotas Boyacá, dueño de sus derechos deportivos. Con el conjunto Verdolaga disputó  51 partidos y marcó 6 goles y sumó 5 asistencias con la camiseta Verdolaga. Se coronó Campeón del Torneo Apertura 2022 frente a Club Deportes Tolima.

### Deportivo Cali
Después de terminar su vínculo con el Atlético Nacional y regresando al club dueño de su pase que es el Patriotas Fútbol Club, el 30 de diciembre del 2022 el Deportivo Cali oficializa mediante un comunicado la contratación de Daniel y en dicho comunicado dieron a conocer que el negocio con el Patriotas Fútbol Club se cerró en que el Deportivo Cali compró el 50 % del pase del centrocampista en 500 mil dólares y con una cláusula de rescisión estimada en 2 millones de dólares y con un contrato hasta finales del 2025 siendo así un fichaje de lujo para el conjunto azucarero.
Marcó su primer gol con la camiseta verdiblanca el 15 de abril del 2023 en la victoria frente al Unión Magdalena en el cual ganaron 2-1 a favor de los azucareros.

### Club Necaxa
A inicios del mes de julio del 2023 se da a conocer que fichó por el club mexicano en condición de préstamo con opción de compra
Atlético Nacional 2da Etapa
En diciembre del 2023 se confirma la cesión de Daniel desde el Deportivo Cali, para jugar su segunda etapa en el Atlético Nacional, vínculo que duró hasta junio del 2024.
Millonarios
El 5 de junio de 2024 se confirma su llegada a Millonarios en condición de préstamo por un año.

## Estadísticas
Estadísticas hasta el 23 de febrero del 2025.
| Real Santander · Colombia                                                                                                   | 2.a                 | 2014                | 10  | 0  | 0  | 5  | 0 | 0 | -  | - | - | 15  | 0  | 0  |
| Real Santander · Colombia                                                                                                   | 2.a                 | 2015                | 29  | 4  | 0  | 3  | 0 | 0 | -  | - | - | 32  | 4  | 0  |
| Real Santander · Colombia                                                                                                   | 2.a                 | 2016                | 27  | 1  | 0  | 5  | 0 | 0 | -  | - | - | 32  | 1  | 0  |
| Real Santander · Colombia                                                                                                   | 2.a                 | 2017                | 33  | 3  | 0  | -  | - | - | -  | - | - | 33  | 3  | 0  |
| Real Santander · Colombia                                                                                                   | Total club          | Total club          | 99  | 8  | 0  | 13 | 0 | 0 | 0  | 0 | 0 | 112 | 8  | 0  |
| Patriotas · Colombia | 1.a                 | 2018                | 3   | 0  | 0  | 2  | 0 | 0 | -  | - | - | 5   | 0  | 0  |
| Itagüí Leones · (cedido) · Colombia                                                                                         | 1.a                 | 2018                | 16  | 1  | 2  | 3  | 0 | 0 | -  | - | - | 19  | 1  | 2  |
| Itagüí Leones · (cedido) · Colombia                                                                                         | Total club          | Total club          | 16  | 1  | 2  | 3  | 0 | 0 | 0  | 0 | 0 | 19  | 1  | 2  |
| Patriotas Boyacá · Colombia                                                                                                 | 1.a                 | 2019                | 15  | 1  | 3  | 1  | 0 | 0 | -  | - | - | 16  | 1  | 3  |
| Académica Coimbra (cedido) Portugal                                                                                         | 2.a                 | 2019                | 0   | 0  | 0  | -  | - | - | -  | - | - | 0   | 0  | 0  |
| Académica Coimbra (cedido) Portugal                                                                                         | Total club          | Total club          | 0   | 0  | 0  | 0  | 0 | 0 | 0  | 0 | 0 | 0   | 0  | 0  |
| Patriotas Boyacá · Colombia                                                                                                 | 1.a                 | 2020                | 23  | 1  | 3  | 1  | 0 | 0 | -  | - | - | 24  | 1  | 3  |
| Patriotas Boyacá · Colombia                                                                                                 | Total club          | Total club          | 41  | 2  | 6  | 4  | 0 | 0 | 0  | 0 | 0 | 45  | 2  | 6  |
| La Equidad · (cedido) · Colombia                                                                                            | 1.a                 | 2021                | 42  | 2  | 4  | 4  | 0 | 0 | 8  | 0 | 1 | 54  | 2  | 5  |
| La Equidad · (cedido) · Colombia                                                                                            | Total club          | Total club          | 42  | 2  | 4  | 4  | 0 | 0 | 8  | 0 | 1 | 54  | 2  | 5  |
| Atlético Nacional · (cedido) · Colombia                                                                                     | 1.a                 | 2022                | 45  | 4  | 5  | 4  | 2 | 0 | 2  | 0 | 0 | 51  | 6  | 5  |
| Deportivo Cali · Colombia                                                                                                   | 1.a                 | 2023                | 19  | 1  | 2  | 2  | 0 | 0 | 0  | 0 | 0 | 20  | 1  | 2  |
| Deportivo Cali · Colombia                                                                                                   | Total club          | Total club          | 19  | 1  | 2  | 2  | 0 | 0 | 0  | 0 | 0 | 20  | 1  | 2  |
| Club Necaxa · (cedido) · México                                                                                             | 1.a                 | 2023                | 7   | 0  | 0  | -  | - | - | -  | - | - | 7   | 0  | 0  |
| Club Necaxa · (cedido) · México                                                                                             | Total club          | Total club          | 7   | 0  | 0  | 0  | 0 | 0 | 0  | 0 | 0 | 7   | 0  | 0  |
| Atlético Nacional · (cedido) · Colombia                                                                                     | 1.a                 | 2024                | 10  | 0  | 2  | -  | - | - | 2  | 0 | 0 | 12  | 0  | 2  |
| Atlético Nacional · (cedido) · Colombia                                                                                     | Total club          | Total club          | 55  | 4  | 7  | 4  | 2 | 0 | 4  | 0 | 0 | 63  | 6  | 7  |
| Millonarios · (cedido) · Colombia                                                                                           | 1.a                 | 2024                | 15  | 1  | 1  | 2  | 0 | 0 | -  | - | - | 17  | 1  | 1  |
| Millonarios · (cedido) · Colombia                                                                                           | 1.a                 | 2025                | 9   | 0  | 3  | -  | - | - | 1  | 0 | 0 | 10  | 0  | 3  |
| Millonarios · (cedido) · Colombia                                                                                           | Total club          | Total club          | 24  | 1  | 4  | 2  | 0 | 0 | 1  | 0 | 0 | 27  | 1  | 4  |
| Total en su carrera | Total en su carrera | Total en su carrera | 300 | 19 | 25 | 32 | 2 | 0 | 12 | 0 | 1 | 344 | 21 | 26 |
| (1) Incluye datos de la Copa Colombia . (2) Incluye datos de Copa Libertadores. (3) No incluye goles en partidos amistosos. |                     |                     |     |    |    |    |   |   |    |   |   |     |    |    |

## Palmarés

### Torneos nacionales
| Título          | Club              | País     | Año  |
| --------------- | ----------------- | -------- | ---- |
| Torneo Apertura | Atlético Nacional | Colombia | 2022 |